# Jaunjelgava (novads)

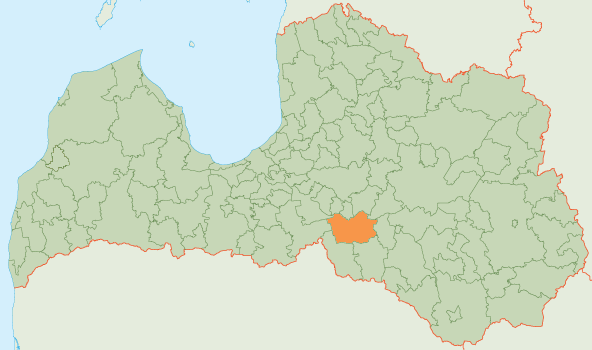
Situation de l'ancienne municipalité.

Jaunjelgava (en letton : Jaunjelgavas novads) est une ancienne municipalité de Lettonie, située dans la région de Sémigalie, dont le chef-lieu était Jaunjelgava. Depuis 2021, elle fait partie de la municipalité d'Aizkraukle.

## Géographie
La municipalité s'étendait sur 685 km2 dans le sud de la Lettonie.

## Histoire
La municipalité est créée en 2009 par la fusion de la ville de Jaunjelgava avec les paroisses de Staburags, Sunākste, Sece et Sērene.
Le 1er juillet 2021, à la suite d'une réforme administrative et territoriale, elle est supprimée et fusionnée avec la municipalité d'Aizkraukle.

## Démographie
La population s'élevait à 6 543 habitants en 2010 et à 5 061 habitants en 2020.